# Paola Consolo
Paola Consolo (Venezia, 7 maggio 1908 – Milano, 15 febbraio 1933) è stata una pittrice italiana.

## Biografia
Paola Virginia Consolo era figlia di Alessandro Consolo e di Eugenia Sarfatti, poetessa e scrittrice di teatro, e nipote di Margherita Sarfatti. Nel 1931 si unì in matrimonio con Gigiotti Zanini. Morì a ventiquattro anni, nel 1933, nel dare alla luce la prima figlia.
Il suo esordio artistico avvenne alla prima Mostra del Novecento Italiano, organizzata dalla Sarfatti alla Permanente di Milano nel 1926. Il suo talento era stato apprezzato da Medardo Rosso e da Achille Funi, che era stato suo maestro, anche se l'artista può essere considerata autodidatta, tanto che Funi in seguito avrebbe rivelato: "Quando Paola veniva a dipingere nel mio studio, molte cose io le vedevo e apprendevo da lei".
Alla Biennale di Venezia del 1928 espose un Autoritratto; tornò alla Biennale nel 1930 e nel 1932.  Nel 1929 partecipò alla II Mostra del Novecento Italiano con le opere La canzone, Donna con Aragosta, che si trova alla Civica Galleria d'Arte Moderna di Milano, e Bacino di Venezia. In ambito internazionale, espose a Parigi (1929), Nizza (1929) e Basilea (1930). Nel 1931 fu presente alla prima edizione della Quadriennale romana. Nel 1933, alla IV mostra del Sindacato Regionale Fascista delle belle Arti di Lombardia, furono esposte le opere Bambino, Vecchia signora, La bambina, Natura morta e Le Focette.